# Náměstí republiky (Lublaň)
Náměstí republiky (slovinsky Trg republike), dříve náměstí revoluce (slovinsky Trg Revolucije) je jedno z hlavních náměstí v slovinské metropoli Lublani. Nachází se v jihozápadní části města, v blízkosti Plečnikova náměstí, Muzeálního náměstí a Národního muzea. Náměstí bylo navrženo a vybudováno v druhé polovině 20. století podle projektu Edvarda Ravnikara.
Realizace prostoru náměstí do současné podoby probíhala v letech 1962 až 1982. Na vzniku moderního prostranství spolupracoval Edvard Ravnikar s několika dalšími architekty, urbanisty a sochaři, mezi které patřili např. Anton Bitenc, Miloš Bonča, Jože Koželj, Anton Pibernik, Franc Rihtar, Vladislav Sedej a další. Nejprve zde vznikl parkovací dům, později byla vybudována přístavba místního gymnázia Jože Plečnika. V roce 1971 byl dokončen obchodní dům Maximarket a centrální prostranství. Cankarův dům byl budován v letech 1979 až 1981. V roce 1981 byl také odhalen pomník komunistickému politikovi Edvardu Kardeljovi, který se do současné doby na náměstí nachází. Dominantou prostranství jsou dvě výškové budovy (TR2 a TR3).
Dne 26. června 1991 zde byla vyhlášena nezávislost Slovinska na Jugoslávii.